# Montcombroux-les-Mines

Montcombroux-les-Mines este o comună în departamentul Allier din centrul Franței. În 1 ianuarie 2022 avea o populație de 295 de locuitori.